# طلا (فیلم ۲۰۱۶)
طلا (به انگلیسی: Gold) یک فیلم جنایی درام محصول سال ۲۰۱۶ آمریکا به کارگردانی استیون گیگان است. در این فیلم متیو مک‌کانهی، ادگار رامیرز، برایس دالاس هاوارد، کوری استول، توبی کبل، کریگ تی. نلسن، استیسی کیچ و بروس گرینوود به ایفای نقش پرداخته‌اند. این فیلم بر اساس داستانی از پرونده رسوایی بری-ایکس در سال ۱۹۹۳ نوشته شده است. در این پرونده حجم انبوهی از طلا در جنگل‌های اندونزی کشف می‌شود و بنا به دلایلی قانونی، شخصیت‌های فیلم و جزئیات داستان تغییر می‌کنند.
پروسه فیلمبرداری این فیلم سینمایی در ۲۹ ژوئن ۲۰۱۵ در نیویورک، نیومکزیکو و تایلند انجام گرفت. این فیلم موفق به کسب جایزه بهترین ترانه غیراقتباسی از مراسم گلدن گلوب شد.